# Najafabad
Najafabad (persiska نجف آباد) är en stad i den iranska provinsen Esfahan. Den är belägen strax väster om den större staden Esfahan och har cirka 240 000 invånare.